# The Wicked
The Wicked è un film del 2013 diretto da Peter Winther.
Pellicola horror prodotta negli Stati Uniti e sceneggiata da Michael Vickerman.

## Trama
In una cittadina degli Stati Uniti d'America è diffuso il mito locale di Ladene Lorene, una perfida strega il cui spirito si dice abiti in una casa abbandonata conosciuta come Open Hearth. Si dice che la Strega mangi i bambini piccoli per restare giovane, le ragazze per restare bella e i bambini più grandi per rafforzare il suo potere magico. Secondo la credenza, ogni equinozio la strega rapirebbe un fanciullo. Amanda, una bambina che abita in questa cittadina, un pomeriggio ha gettato un sasso contro la casa della strega e ora ha timore che lei possa rapirla. La mamma la rassicura dicendole che si tratta solo di una leggenda, ma, poco dopo essersene andata, la strega porta via Amanda.
Max è un adolescente che piange la morte di suo nonno e riceve la visita della sua ragazza Sammy. La mamma di Sammy è un'ubriacona e il suo hobby è fare scherzi telefonici alla polizia. Max e suo fratello maggiore Zach litigano per tutto. La notte successiva, il padre di Max deve lavorare e chiede a Zach di badare al fratello Max, il quale scopre che Zach, insieme ai suoi amici Julie, Carter e Tracy, stanno progettando di andare a Open Hearth per lanciare sassi contro le finestre e verificare la veridicità del mito. Max e Sammy decidono di seguirli e di scattargli delle foto durante l'incursione, in modo da vendicarsi. Prendono una scorciatoia attraversano il bosco in bicicletta, e si baciano per la prima volta.
Nel frattempo, Zach e i suoi amici arrivano a Open Hearth e lanciano pietre contro la casa. Una delle pietre colpisce una finestra, ma i ragazzi non sanno chi abbia fatto centro. Quando notano un'ombra muoversi all'interno della casa, tornano di corsa nell'area del campeggio. Lì, si ubriacano e fanno sesso con i loro partner. Max e Sammy trovano la casa e, anche loro, iniziano a lanciare pietre contro le finestre. Quella gettata da Max riesce a colpire un vetro e sfondarlo. 
Quella stessa notte, Julie sente un sussurro e trova un orsacchiotto che appartiene ad Amanda fuori dal campo. I quattro decidono di esplorare il bosco per trovare la ragazza rapita. Si avvicinano alla casa abbandonata della Strega e sentono un bambino piangere dall'interno.
Julie decide di entrare, nonostante l'avvertimento dei suoi amici. Zach si unisce a lei nella ricerca, così trovano Amanda legata nel seminterrato con una mela infilata in bocca. Riescono a scappare nel bosco, ma con la strega alle calcagna. Una volta giunti al campeggio, rimangono scioccati nello scoprire che il camion di Carter è scomparso e la loro tenda e altre attrezzature da campeggio sono scomparse. Con la città a 10 miglia di distanza e la stazione dei ranger più vicina a 4 miglia di distanza, decidono di camminare piuttosto che aspettare che la strega li catturi. Max gira un video, chiedendo a chi trova il filmato di bruciare la casa poiché la leggenda è reale. La strega a quel punto lo rapisce, mentre Sammy urla. Zach e i suoi amici perdono la strada e vagano in tondo, a causa della magia della strega. Zach trova la bici di Max e decide di entrare di nuovo in casa per salvarlo. Gli altri vanno nel bosco alla ricerca della stazione dei ranger più vicina. La strega rapisce Carter e la sua ragazza Tracy, mentre Julie e Amanda si nascondono sotto il cespuglio.
Zach trova Max nel seminterrato, ma viene messo KO dalla strega. Sammy raggiunge la vicina stazione dei ranger e chiama i poliziotti, che rifiutano la sua chiamata reputandolo uno scherzo. La ragazza ricatta il vice sceriffo Karl, minacciandolo che caricherà la foto che lo mostra fumare in servizio. Infuriato, Karl decide di arrestare Sammy. Tornato a casa, Zach apre gli occhi e vede Max, Carter e Tracy, inchiodati alle pareti con una mela in bocca. La Strega uccide Carter e Tracy con un enorme tritacarne e li mangia entrambi, ripristinando così la sua bellezza. Zach riesce a liberarsi le mani dalle manette e cerca di scappare con Max. Riescono a uscire di casa, ma la Strega li cattura di nuovo. Nel frattempo, il vice sceriffo Karl arresta Sammy e la riporta alla stazione di polizia, rifiutando le sue suppliche di salvare Max. In quel momento, riceve un messaggio da un altro poliziotto, il vice Mahoney, che dice che il ranger della stazione Speeder è morto, ma ha trovato Julie e Amanda. Karl finalmente capisce che Sammy non sta mentendo e si dirige verso Open Hearth, chiedendo a Mahoney di incontrarlo lì.
Il vice Karl entra nella dimora infestata, mentre il vice Mahoney rimane a guardia di Sammy. La strega uccide Mahoney e attacca Karl. Sammy trova Max e, mentre cerca di scappare con lui, trova Zach sul tavolo e riescono a salvarlo. Trovano una bottiglia progettata per catturare la strega e decidono di usarla. La strega all'inizio scappa, ma poi li attacca e inizia a prosciugare le loro anime. Riescono a bruciarla usando il lanciafiamme donato a Max da suo nonno, che si scopre essere un cacciatore di streghe. Quando più tardi la polizia perquisisce la casa, non trova alcun cadavere. La casa viene successivamente demolita e trasformata in un parco giochi, dove la strega si prepara ancora a dare la caccia ai bambini.